# Чжаньмадао

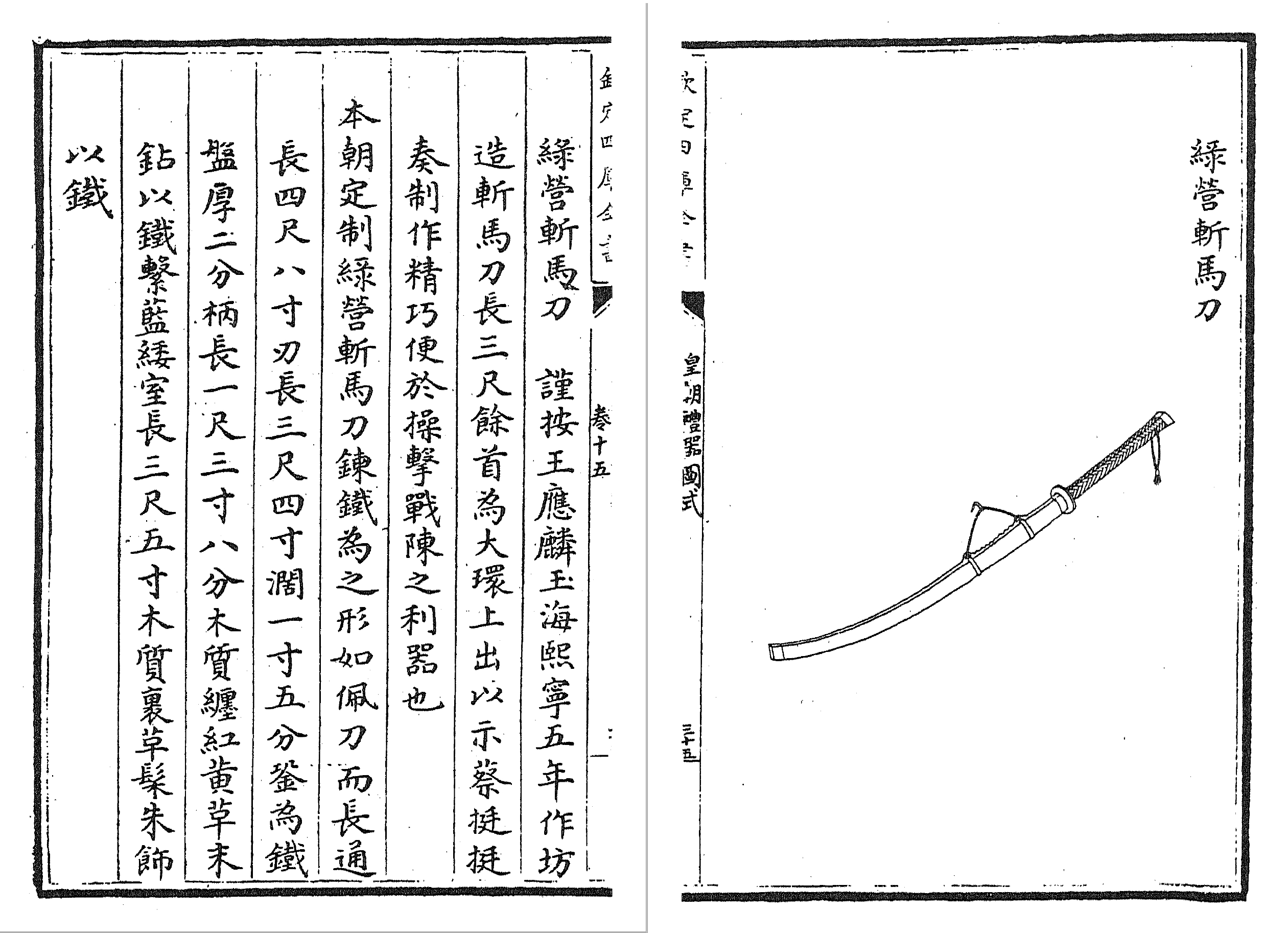
Чжаньмадао, иллюстрация эпохи династии Цин, 1766 год

Чжаньмадао или мачжаньдао (кит. упр. 斬馬刀, пиньинь zhǎn mǎ dāo, буквально: «меч, разрубающий лошадь») — китайская двуручная сабля с широким и длинным клинком, использовалась пехотинцами против кавалерии во времена династии Сун (упоминание о мачжаньдао присутствует, в частности, в «Жизнеописании Юэ Фэя» династийной истории «Сун ши»).

## Тактика использования
Тактика применения мачжаньдао, согласно данным «Сун ши», приписывается знаменитому военачальнику Юэ Фэю. Пехотные отряды, имевшие на вооружении мачжаньдао, действовавшие перед построением основной части войск в рассыпном строю, старались с его помощью перерубить ноги вражеским лошадям. Аналогичная тактика применялась и в 1650-х годах войсками Чжэн Чэнгуна в боях с цинской конницей. Некоторые иностранные исследователи утверждают, что сабля мачжаньдао применялась также монгольской армией Чингисхана.

## Конструкция
Чжаньмадао имеет специфические пропорции рукояти и клинка. Интересным образцом раннецинского чжаньмадао является экземпляр, принадлежавший цинскому императору Канси (1661—1722), ныне хранящийся в собрании музея Гугун (Пекин). В 1759 г. при кодификации клинкового оружия чжаньмадао был указан в кодексе «Хуанчао лици туши» в числе сабель, состоявших на вооружении войск Зелёного Знамени, состоявших из этнических китайцев, однако его конструкция и внешний вид, судя по изображениям кодекса, существенно отличались от чжаньмадао, принадлежавшего императору Канси.

## Похожие мечи
Более напоминающий японский нодати, меч чандао представлен на приведенной в статье иллюстрации из трактата Ван Цзунъю начала XVII в. По свидетельству китайского военачальника Ци Цзигуана (1528—1587), чандао появился в Китае в ходе войны с японскими пиратами, длившейся с 1540-х по 1560-е годы.
Японское чтение иероглифов чжаньмадао — дзамбато (яп. 斬馬刀 дзамбато:) (также дзаммато), однако неизвестно, применялось ли такое оружие в Японии в действительности. Тем не менее, дзамбато упоминается в некоторых современных японских произведениях массовой культуры.
Уменьшенный вариант чжаньмадао назывался водао.